# Bewindhebber
Bewindhebber is de historische titel voor een bestuurlijke functie, vergelijkbaar met bijvoorbeeld bestuurder, bewindsman, bewindvoerder, gemachtigde, gezagsdrager, menner, regeerder, regent, voerder, beheerder, gouverneur en voerman.
In de Nederlandse geschiedenis verwijst het naar de formele titel van een van de bestuurders (directeuren) van een kamer (stedelijk hoofdkantoor) in de handelssteden waar de VOC (Vereenigde Oost-Indische Compagnie, 1602-1795) en WIC (West-Indische Compagnie, 1621-1792) een vestiging hadden. Elke kamer had een vast aantal bewindhebbers, die werden verkozen door de stadsraad, behalve bij de VOC in Zeeland (Middelburg) waar ze door de gewestelijke staten werden verkozen uit een vastgestelde lijst met kandidaten die was samengesteld door de zittende bestuurders en meestal bestond uit aandeelhouders met het meeste kapitaal. De taken en verplichtingen van en procedures rond de bewindhebbers was vastgelegd in statuten. Zo mocht een bewindhebber van de VOC niet ook bewindhebber van de WIC zijn en andersom. Overstap van de WIC naar de VOC, die meer status had, kwam in de geschiedenis een enkele keer voor, andersom nooit. De taken en verantwoordelijkheden kwamen grotendeels overeen bij beide compagnieën.

## VOC
De VOC telde bij oprichting 77 bewindhebbers die volgens octrooi teruggebracht werden tot 60; 20 in Amsterdam, 12 in Zeeland en 7 voor elk van de andere 4 kamers in Rotterdam, Delft, Hoorn en Enkhuizen.
Bewindhebbers kozen en vaardigden 2 tot 3 maal per jaar afgevaardigden (hoofdparticipanten) af naar Amsterdam (dat de helft van de activiteiten van de VOC voor haar rekening nam) en Zeeland (een kwart van de activiteiten) om deel te nemen aan vergaderingen van de Heren Zeventien over het centrale beleid. Deze vergadering bevatte 8 bewindhebbers uit Amsterdam, 4 uit Zeeland, 1 uit elk van de andere vier kamers en 1 die werd gerouleerd tussen Zeeland, Rotterdam, Delft, Enkhuizen en Hoorn. Op deze manier kon Amsterdam niet per definitie een doorslaggevende meerderheid bereiken, iets waar de kamer van Zeeland terecht bang voor was want in de praktijk kwam het hier toch vaak op neer. De afgevaardigden bestonden bij de kamers van Amsterdam en Zeeland uit bewindhebbers die minimaal 6.000 gulden hadden ingelegd en bij de andere 4 kamers uit bewindhebbers die minimaal 3.000 gulden inlegden.

## WIC
De WIC telde aanvankelijk meer bewindhebbers dan de VOC (volgens een bron zelfs 205 bewindhebbers in de eerste 15 jaar) en bij de oprichting van de tweede WIC in 1674 werd ook aangegeven dat er minder bestuurders en meer ervaren kooplieden in het bestuur moesten komen, wat er mogelijk op wijst dat a) er meer van de eersten in zaten en b) deze als minder capabel werden bevonden. Bij de instelling van de tweede afgeslankte WIC waren er in de praktijk ongeveer 50 bestuurders; 10 voor Amsterdam, 11 voor Zeeland, 7 voor Maze en maximaal 12 voor het Noorderkwartier en Stad en Lande elk; bij instelling was voor de laatsten vastgelegd dat ze het aantal onderling mochten beslissen. Dit aantal werd met de vermindering van de handel steeds verder naar beneden bijgesteld. In het begin van de WIC was vastgelegd dat bewindhebbers werden aangesteld voor 6 jaar. Bij de tweede WIC verviel deze regel en werden bestuurders in principe voor het leven benoemd. Amsterdammer Pieter van Wickevoort bleef zodoende zelfs 47 jaar aan het bewind, waar het gemiddelde van de Amsterdamse kamer op 13 à 14 jaar lag.
De WIC had aanvankelijk een bestuursraad van 19 personen (Heren Negentien), waarvan 8 uit Amsterdam, 4 uit Zeeland, 2 uit elk van de andere kamers en 1 die door de Staten-Generaal werd afgevaardigd. In 1674 werd dit aantal teruggebracht tot 10 (Heren Tien); 4 uit Amsterdam, 2 uit Zeeland, 1 uit de 3 andere kamers en 1 door de Staten-Generaal.